# Bosguérard-de-Marcouville
Bosguérard-de-Marcouville és un municipi francès situat al departament de l'Eure i a la regió de Normandia. L'any 2007 tenia 563 habitants.

## Demografia

### Població
El 2007 la població de fet de Bosguérard-de-Marcouville era de 563 persones. Hi havia 201 famílies, de les quals 32 eren unipersonals (20 homes vivint sols i 12 dones vivint soles), 71 parelles sense fills, 86 parelles amb fills i 12 famílies monoparentals amb fills.
La població ha evolucionat segons el següent gràfic:
Habitants censats

### Habitatges
El 2007 hi havia 237 habitatges, 210 eren l'habitatge principal de la família, 12 eren segones residències i 15 estaven desocupats. 231 eren cases i 2 eren apartaments. Dels 210 habitatges principals, 188 estaven ocupats pels seus propietaris, 18 estaven llogats i ocupats pels llogaters i 4 estaven cedits a títol gratuït; 1 tenia una cambra, 5 en tenien dues, 22 en tenien tres, 39 en tenien quatre i 143 en tenien cinc o més. 157 habitatges disposaven pel capbaix d'una plaça de pàrquing. A 75 habitatges hi havia un automòbil i a 126 n'hi havia dos o més.

### Piràmide de població
La piràmide de població per edats i sexe el 2009 era:
| Homes | Edats   | Dones |
| ----- | ------- | ----- |
| 0     | 95 o +  | 0     |
| 0     | 90 a 94 | 4     |
| 0     | 85 a 89 | 0     |
| 4     | 80 a 84 | 0     |
| 8     | 75 a 79 | 12    |
| 20    | 70 a 74 | 8     |
| 16    | 65 a 69 | 32    |
| 4     | 60 a 64 | 0     |
| 8     | 55 a 59 | 12    |
| 28    | 50 a 54 | 28    |
| 28    | 45 a 49 | 8     |
| 28    | 40 a 44 | 20    |
| 12    | 35 a 39 | 12    |
| 16    | 30 a 34 | 16    |
| 4     | 25 a 29 | 20    |
| 16    | 20 a 24 | 4     |
| 16    | 15 a 19 | 20    |
| 4     | 10 a 14 | 20    |
| 16    | 5 a 9   | 12    |
| 24    | 0 a 4   | 12    |

## Economia
El 2007 la població en edat de treballar era de 375 persones, 288 eren actives i 87 eren inactives. De les 288 persones actives 276 estaven ocupades (145 homes i 131 dones) i 13 estaven aturades (5 homes i 8 dones). De les 87 persones inactives 38 estaven jubilades, 30 estaven estudiant i 19 estaven classificades com a «altres inactius».

### Ingressos
El 2009 a Bosguérard-de-Marcouville hi havia 210 unitats fiscals que integraven 577 persones, la mediana anual d'ingressos fiscals per persona era de 21.563 €.

### Activitats econòmiques
Dels 23 establiments que hi havia el 2007, 6 eren d'empreses de construcció, 4 d'empreses de comerç i reparació d'automòbils, 2 d'empreses d'hostatgeria i restauració, 2 d'empreses financeres, 6 d'empreses de serveis, 1 d'una entitat de l'administració pública i 2 d'empreses classificades com a «altres activitats de serveis».
Dels 7 establiments de servei als particulars que hi havia el 2009, 1 era un paleta, 3 lampisteries, 1 electricista, 1 restaurant i 1 saló de bellesa.
L'any 2000 a Bosguérard-de-Marcouville hi havia 26 explotacions agrícoles que ocupaven un total de 540 hectàrees.

## Equipaments sanitaris i escolars
El 2009 hi havia una escola maternal integrada dins d'un grup escolar amb les comunes properes formant una escola dispersa.

## Poblacions més properes
El següent diagrama mostra les poblacions més properes.